# Grutas kársticas de Aggtelek y del karst eslovaco
Las grutas kársticas de Aggtelek y del karst eslovaco son unas cuevas situadas en un sistema kárstico típico de la zona templada que muestran una combinación extremadamente rara de efectos climáticos tropicales y glaciares haciendo posible estudiar la historia geológica a lo largo de decenas de millones de años. Una variedad de formaciones y el hecho de que están concentrados en una superficie restringida significa que 712 cuevas actualmente identificadas hacen un ejemplo sobresaliente de procesos naturales de larga duración.

## Ubicación
El lugar Patrimonio de la Humanidad de la Unesco incluye siete componentes. Son Aggtelek, Colina Szendrő-Rudabánya y Colina Esztramos en Hungría y la cueva de hielo de Dobšinská, la meseta de Koniar, la meseta de Plešivec y las vecinas Silica y Jasov en Eslovaquia (Karst eslovaco). 
Las grutas incluidas son: 
- complejo de Domica y Baradla
- cueva de Gombasek
- cueva de hielo de Silica
- cueva de hielo de Dobšinská
- cueva de aragonito de Ochtinská
- cueva de Jasov

## Descripción
El complejo de grutas Baradla-Domica tiene 21 km de largo, con aproximadamente un cuarto de él en el lado eslovaco y el resto en el húngaro. La primera mención escrita de la cueva de Baradla se remonta a 1549 y desde 1920 sirve de atracción turística. Ján Majko descubrió en 1926 la cueva de Domica (en la parte eslovaca del complejo) y el circuito turístico se abrió al público en 1932, con más de 1700 metros. La cueva estuvo habitada ya en el año 5000 a. C. y es un yacimiento arqueológico importante de la cultura de Bükk. La temperatura en la parte eslovaca varía entre 10 °C y 12,3 °C con una humedad por encima del 95%.
La cueva de Gombasek fue descubierta en 1951 con 530 de sus 1.525 m abiertos al público desde 1955. La gruta también ha sido usada experimentalmente para «espeloterapia» como un sanatorio, centrado en enfermedades de transmisión aérea gracias a la temperatura constante de 9 °C, alta humedad del 98% y un microclima favorable. Geomorfológicamente es uno de los más jóvenes pero a pesar de todo también una de las más impresionantes cuevas en Eslovaquia con extraordinaria decoración que le dio el mote de «cueva de cuentos de hadas». 
La cueva de hielo de Dobšinská fue añadida a la lista de componentes de este lugar patrimonio de la Humanidad sólo en el año 2000. La cueva fue descubierta en 1870 por Eugen Ruffinyi, aunque la entrada era conocida desde mucho antes. Abierto al público justo un año después de su descubrimiento, en 1887 se convirtió en la primera cueva iluminada eléctricamente en Europa. Aproximadamente un tercio de sus 1.483 metros de longitud está abierto desde mayo a septiembre. El grosor del hielo en el suelo alcanza los 25 m, con una superficie de 11.200 m² y un volumen estimado de 145.000 m³ de hielo. La temperatura media es de -1 °C y humedad relativa entre 96 y 99%. Esta cueva está entre las más bellas y más ricamente decoradas cuevas de hielo del mundo.
Aunque la cueva de aragonito de Ochtinská es justo de 300 m de largo con un circuito turístico de no más de 230 m, es famoso por su raro relleno de aragonita pues hay sólo tres cuevas de aragonita descubiertas en el mundo hasta la fecha. En el llamado Salón de la Vía Láctea, la principal atracción de la cueva, ramas blancas y racimos de aragonita que brillan como estrellas en la Vía Láctea. La cueva fue descubierta en 1954 y abierta al público en 1972. La temperatura en la cueva es de alrededor de 7 °C con humedad relativa de entre 92 y 97%. 
La cueva de Jasovská fue abierta en parte al público en 1846, haciendo de ella la cueva más antigua accesible al público en Eslovaquia. Las partes inferiores de la cueva fueron descubiertas en 1922 a 1924. Más de un tercio de sus 2.148 metros totales de longitud está abierto al público. Objetos arqueológicos paleolíticos y neolíticos se encontraron en la cueva con otros de la cultura de Hallstatt.